# Hogna ferocella
Hogna ferocella este o specie de păianjeni din genul Hogna, familia Lycosidae. A fost descrisă pentru prima dată de Strand, 1916.
Este endemică în Insulele Canare. Conform Catalogue of Life specia Hogna ferocella nu are subspecii cunoscute.